# Strada nazionale 71
La strada nazionale 71 era una strada nazionale del Regno d'Italia, che congiungeva Antrodoco alla strada nazionale 70 nei pressi di Molina Aterno.
Venne istituita nel 1923 con il percorso "Antrodoco - Aquila - S. Demetrio nei Vestini - Innesto con la nazionale n. 70 presso Molina Aterno".
Nel 1928, in seguito all'istituzione dell'Azienda Autonoma Statale della Strada (AASS) e alla contemporanea ridefinizione della rete stradale nazionale, il suo tracciato costituì il tratto iniziale della strada statale 17 dell'Appennino Abruzzese ed Appulo-Sannitico, da Antrodoco a San Gregorio, frazione dell'Aquila.
Il restante tratto, da San Gregorio a Molina Aterno e oltre, rimase escluso dalla rete stradale statale fino al 1960 quando venne classificato come strada statale 261 Subequana.